# William Mapother

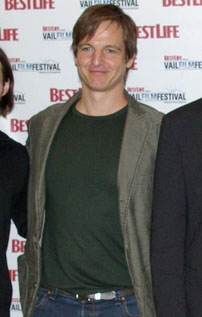
William Mapother

William R. Mapother (* 17. April 1965 in Louisville, Kentucky) ist ein US-amerikanischer Schauspieler. 
Er ist ein Cousin von Tom Cruise und hat in dessen Filmen schon oft als Produktionsassistent gearbeitet. Er spielt meist kleinere Rollen. Bekanntheit erlangte er insbesondere durch seine Rolle als Ethan Rom in der Serie Lost. Bevor er Schauspieler wurde, war er Lehrer.

## Filmografie
- 1989: Geboren am 4. Juli (Born on the Fourth of July)
- 1998: Without Limits
- 1999: Magnolia
- 2000: Mission: Impossible II
- 2001: Passwort: Swordfish (Swordfish)
- 2001: Vanilla Sky
- 2001: In the Bedroom
- 2002: CSI: Den Tätern auf der Spur (CSI: Crime Scene Investigation, Fernsehserie, Episode 3x08)
- 2002: Minority Report
- 2004: Der Fluch – The Grudge (The Grudge)
- 2004: Dogtown Boys
- 2004: Navy CIS (NCIS, Episode 2x01)
- 2004–2007, 2009–2010: Lost (Fernsehserie, 11 Episoden)
- 2005: Nemesis – Der Angriff (Treshold, Fernsehserie, Episoden 1x01–1x02)
- 2005: Der Zodiac-Killer (The Zodiac)
- 2006: World Trade Center
- 2006: Ask the Dust
- 2008: The Burrowers – Das Böse unter der Erde (The Burrowers)
- 2008: Criminal Minds (Fernsehserie, Episode 4x04)
- 2009: Prison Break (Fernsehserie, Episoden 4x21–4x22)
- 2010: Criminal Intent – Verbrechen im Visier (Law & Order: Criminal Intent, Fernsehserie, Episode 9x08)
- 2010: Human Target (Fernsehserie, Episode 1x04)
- 2011: Another Earth
- 2011: Gangsters (Edwin Boyd: Citizen Gangster)
- 2011, 2013–2014: The Mentalist (Fernsehserie, 4 Episoden)
- 2012: Justified (Fernsehserie, zwei Episoden)
- 2013: Castle (Fernsehserie, Episode 6x09)
- 2014: I Origins – Im Auge des Ursprungs (I Origins)
- 2014: Hawaii Five-0 (Fernsehserie, Episode 5x02)
- 2015: Blackhat
- 2015: Constantine (Fernsehserie, Episode 1x11)
- 2016: Supergirl (Fernsehserie, Episode 2x06)
- 2016: Grimm (Fernsehserie, Episode 5x16)
- 2018: Lethal Weapon (Fernsehserie, Episode 3x04)
- 2018: The Blacklist (Fernsehserie, Episode 5x09)
- 2020: Son of Monarchs
- 2020: 9-1-1: Lone Star (Fernsehserie, 1 Episode)
- 2021: FBI: Most Wanted (Fernsehserie, 1 Episode)